# 톰 리스터 주니어
톰 리스터 주니어(Thomas Duane Lister, Jr., 1958년 6월 24일 ~ 2020년 12월 10일)는 미국의 배우이자 은퇴한 프로레슬러이다.

## 영화
- 폭주기관차
- 무장과 위험
- 더블 보더
- 비버리 힐스 캅 2
- 죽느냐 사느냐
- 유니버셜 솔져
- 트레스패스 (1992년 영화)
- 리조트 킬
- 붉은 전사
- 돈 쥬앙
- 프라이데이 (영화)
- 덴버 (영화)
- 바브 와이어
- 제5원소 (영화) - 린드버그 대통령 역
- 빌로우 유토피아
- 재키 브라운
- 리틀 니키
- 오스틴 파워: 골드멤버
- 컨피던스 (영화)
- 왕과의 하룻밤
- 다크 나이트
- K-11 (영화)
- 휴먼 센티피드 3

## 텔레비전
- 퍼펙트 스트레인저스 (시트콤)
- 더 프레시 프린스 오브 벨 에어
- 시티 레인져
- 스텝 바이 스텝 (시트콤)
- 뉴욕경찰 24시
- 스타 트렉: 엔터프라이즈
- 어항 속의 하이틴
- 더 클리브랜드 쇼
- 분덕스 (애니메이션)